# 카페인 (소프트웨어)
카페인(Kaffeine)은 KDE의 유닉스 계열 운영 체제용 미디어 플레이어이다. 기본적으로 libVLC 미디어 프레임워크를 사용하지만 GStreamer도 지원한다. 사유 포맷을 위한 엠플레이어 프로젝트의 바이너리 코덱 사용도 지원한다. 카페인 개발자들은 웹에서의 콘텐츠 스트리밍을 위해 플레이어를 시작하기 위한 모질라 플러그인을 제작하기도 했다.
스트리밍, 디지털 비디오 방송(DVB), DVD, 비디오 CD, CD 오디오 등의 기능이 있다.